# شكل تفاضلي
الصورة التفاضلية في الحقول الرياضية للهندسة التفاضلية وحساب التفاضل والتكامل، فإن الأشكال التفاضلية هي نهج لحساب التفاضل والتكامل متعدد المتغيرات وهو مستقل عن الإحداثيات. توفر الأشكال التفاضلية منهجًا موحدًا لتعريف التكاملات على المنحنيات والأسطح والأحجام والمشعبات ذات الأبعاد الأعلى. الفكرة الحديثة من الأشكال التفاضلية كانت رائدة من قبل إيلي كارتان. لديها العديد من التطبيقات، وخاصة في الهندسة والطوبولوجيا والفيزياء.